# Краковский, Чеслав
Че́слав Яце́нты Крако́вский (пол. Czesław Jacenty Krakowski, 7 июня 1950 года, д. Имельница (сейчас часть Плоцка) — 21 января 2022 года, Плоцк) — польский предприниматель, фермер, пивовар и политик, сенатор Сената Сената III созыва.

## Биография
В 1968 году окончил общеобразовательный лицей им. Владислава Ягайлло в Плоцке, а в 1973 году учёбу в Сельскохозяйственно-Технической академии в Ольштыне.
С 1973 года руководил фермой и конезаводом на окраине Плоцка. Был председателем наблюдательного совета Кооперативного банка Мазовии и президентом Мазовецкого союза заводчиков пушных зверей. Был владельцем отеля «Плоцк», а с 2006 года — ресторана-пивоварни.
Являлся активистом в Объединённой крестьянской партии, будучи в оппозиции к основной линии партии. В 1989—1992 годах был председателем воеводского комитета Польской крестьянской партии в Плоцке. С 1993 по 1997 год представлял Плоцкое воеводство в Сенате III созыва. Заседал в Комитете народного хозяйства и Комитете по эмиграции и полякам за границей.
В 2001 году вступил в Самооборону Республики Польша, от имени которой баллотировался кандидатом на выборах в органы местного самоуправления в 2002 году и выборах в Европарламент в 2004 году. В 2005 году покинул эту партию.
На выборах 2006 года от имени местного объединения «Macierz Płocka» безуспешно баллотировался на должность президента Плоцка. Был вице-президентом ассоциации «Наш город Плоцк».

## Награда
В 2000 году, за выдающиеся заслуги в культивировании традиций крестьянского движения и достижения в профессиональной и общественной работе, был награждён президентом Александром Квасьневским Кавалерским крестом ордена Возрождения Польши.